# Malpighia emarginata
Malpighia emarginata је tropska žbunasta biljka iz familije Malpighiaceae. Ona je takođe poznata kao: acerola, barbadoska trešnja, zapadnoindijska trešnja, karibska trešnja i divlja crepemyrtle. Acerola je poreklom iz južnog Meksika, centralne i južne Amerike. Ona se uzgaja i u severnijim predelima poput Teksasa, kao i u suptropskim oblastima Azije i Indije. Ona je poznata po veoma visokom sadržaju vitamina C, mada takođe sadrži vitamine A, B1, B2 i B3 kao i karotenoide i bioflavonoide koji imaju znatnu prehrambenu vrednost i moguću antioksidansnu primenu. Vitamin C proizveden voćem se bolje apsorbuje u ljudskom organizmu od sintetičke askorbinske kiseline.

## Literatura
- Johnson, Paul D. (2003). „Acerola (Malpighia glabra L., M. punicifolia M. emarginata DC.) Agriculture, Production, and Nutrition”.  Ур.: Artemis P. Simopoulos; C. Gopalan. Plants in Human Health and Nutrition Policy. 91. Karger Publishers. стр. 63—74. ISBN 9783805575546.

## Spoljašnje veze
- Acerola